# Heaven & earth
Heaven & earth is een studioalbum van Yes. De platenhoes was het werk van Roger Dean.

## Inleiding
Het is het eerste studioalbum van de band met zanger Jon Davison, tijdelijke doublerend met zijn werk met Glass Hammer. De stem van Davison sloot naadloos aan bij die van Jon Anderson, Yes’ bekendste zanger. Het was tevens het laatste studioalbum van Chris Squire; hij zou in 2015 overlijden. Voorts was het het eerste album waarbij Steve Howe niet meer hoefde te doubleren met Asia. Hij had die band verlaten om zich geheel toe te kunnen leggen op zijn Yeswerk.

Op 6 januari 2014 togen de heren de Neptune geluidsstudio in Los Angeles in voor wat het eenentwintigste studioalbum van Yes zou moeten worden. Ze hadden Roy Thomas Baker ingehuurd als muziekproducent, voormalig lid Billy Sherwood zou de mix verzorgen en als geluidstechnicus optreden bij de opname van de achtergrondzang.
Heaven & earth verwijst naar de tegenstellingen in het leven, goed en kwaad, yin en yang etc. Heaven staat daarbij voor het zweverige in de mens, earth voor de vaste grond onder de voeten. De opnamen moesten onder tijdsdruk gemaakt worden; er lag al een vastgelegde tournee in het verschiet. Via Twitter en Facebook werden de yesliefhebbers op de hoogte gehouden van de vorderingen. Davison werd door de overige leden ook ingeschakeld bij het schrijven van de stukken, iets wat met diens voorganger David Benoit niet kon; hij was puur ingehuurd als zanger. Het gevolg was dat het album geheel volstond met nieuw materiaal, terwijl op het vorige album Fly from here nog weleens in de archieven van Geoff Downes en Trevor Horn werd gedoken.

## Ontvangst
Alhoewel het album in met name het Verenigd Koninkrijk (plaats 20 in de albumlijst) en de Verenigde Staten redelijk verkocht (plaats 26) werd het in Nederland neergesabeld. Zowel Progwereld.nl als dprp.net zagen in Heaven & earth als een van de zwakste albums van Yes ooit. Men vond dat Yes zich er met een Jantje-van-leiden had afgemaakt. Instrumentatie en tempi waren niet goed gekozen etc. In Nederland haalde het dan ook slechts twee weken notering in de Album Top 100, in Vlaams België haalde het de Top 100 niet, terwijl Waals België een 50e plaats en zes weken notering liet zien. In het buitenland scoorde het bij de diverse recensenten (Allmusic, etc.) net aan een voldoende.

## Musici
- Jon Davison – zang, akoestische gitaar (track 1 en 6)
- Steve Howe – gitaar, achtergrondzang
- Chris Squire – basgitaar, achtergrondzang
- Geoff Downes – toetsinstrumenten, programmeerwerk
- Alan White – slagwerk

## Muziek
| Nr. | Titel                                      | Duur |
| --- | ------------------------------------------ | ---- |
| 1.  | Believe again (Davisn, Howe)               | 8:02 |
| 2.  | The game (Squire, Davison, Gerard Johnson) | 6:51 |
| 3.  | Step beyond (Howe, Davison)                | 5:34 |
| 4.  | To ascend (Davison, White)                 | 4:43 |
| 5.  | In a world of our own (Davison, Squire)    | 5:20 |
| 6.  | Light of the ages (Davison)                | 7:41 |
| 7.  | It was all we knew (Howe)                  | 4:13 |
| 8.  | Subwat walls (Davison, Downes)             | 9:03 |

Een volgend studioalbum volgde pas in oktober 2021: The Quest.